# Koylidás
Koylidás är en ort i Grekland.   Den ligger i prefekturen Nomarchía Anatolikís Attikís och regionen Attika, i den sydöstra delen av landet, 25 km öster om huvudstaden Aten. Koylidás ligger 96 meter över havet och antalet invånare är 243.
Terrängen runt Koylidás är kuperad åt sydost, men åt nordväst är den platt. Havet är nära Koylidás österut. Närmaste större samhälle är Glyfáda, 19,6 km väster om Koylidás. 